# Horné Turovce
Horné Turovce (maďarsky Felsőtúr) jsou obec na Slovensku v okrese Levice. V roce 2001 bylo  67,96% obyvatel maďarské národnosti..

## Historie
První písemná zmínka o obci pochází z roku 1156.  Do uzavření Trianonské smlouvy byla obec součástí Uherska, poté byla součástí Československa. V letech 1938 až 1945 byla (na základě první vídeňské arbitráže) součástí Maďarského království.

## Kultura a zajímavosti
- Římskokatolický kostel sv. Jakuba Staršího, jednolodní neorománská stavba se segmentovým ukončením presbytáře a věží tvořící součást stavby z roku 1858. Dozorcem stavby byl ostřihomský architekt Gustáv Feigler. Stojí na místě starší renesanční stavby z roku 1693.[4] Fasádě dominuje představěná předsíň s trojúhelníkovým štítem s půlkruhově ukončeným vstupem a rozetovým oknem. Okna kostela jsou půlkruhově zakončena, mají profilované šambrány. Věž je ukončena jehlanovitou helmicí.

- Kúria Nedeczkých, dům číslo 13, jednopodlažní klasicistní stavba na obdélníkovém půdorysu s valbovou střechou ze začátku 19. století. Stavbě dominuje vstupní triaxiální portikus s trojúhelníkovým štítem s tympanonem.
- Kúria Alexandra Pongráce, dům číslo 20, jednopodlažní stavba na půdorysu písmene U z druhé poloviny 19. století.
- Kúria Nedeczkých, dům číslo 22, jednopodlažní klasicistní stavba na půdorysu obdélníku. V interiéru se nacházejí pruské klenby. V letech 2009–2011 byla necitlivě přestavěna a ztratila část svého historického charakteru. Okna mají jednoduché římsové suprafenestry.

## Galerie

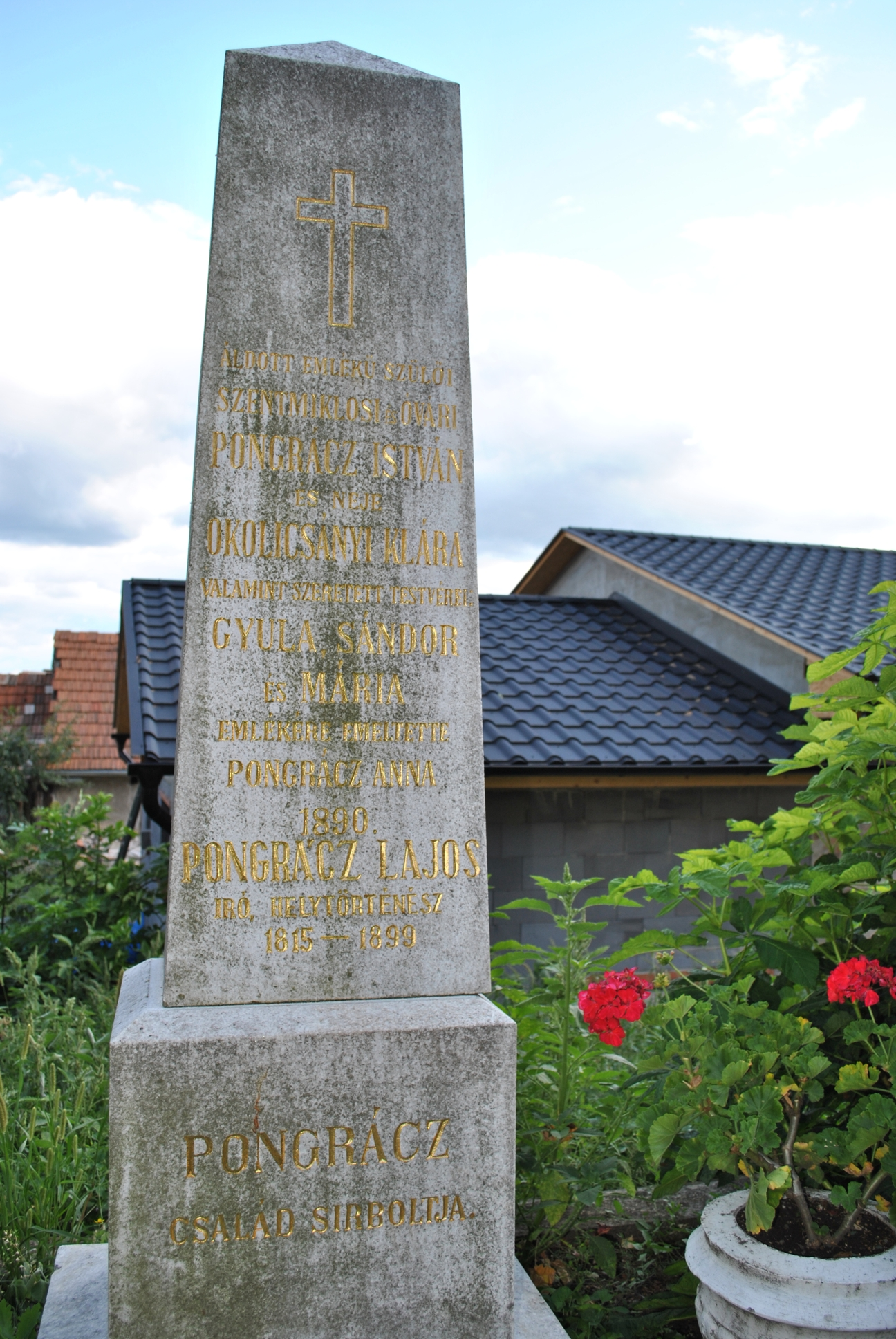
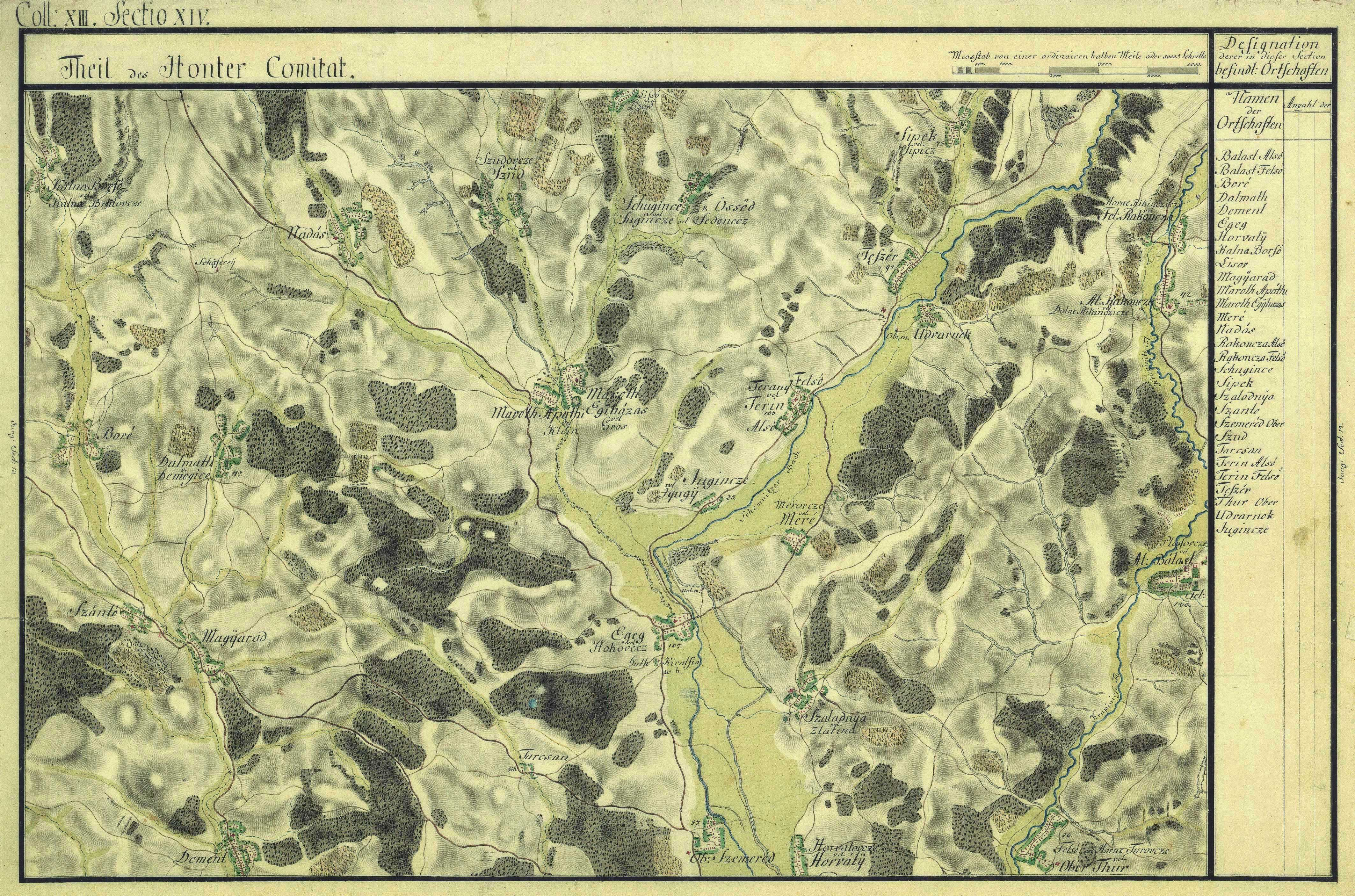

## Partnerské obce
- Nógrád, Maďarsko